# Dicrodon holmbergi
Dicrodon holmbergi — вид ящірок родини теїдових (Teiidae). Ендемік Перу.

## Поширення і екологія
Dicrodon holmbergi мешкають в долинах Чао і Віру в регіоні Ла-Лібертад, а також в сусідніх регіонах Ламбаєке і Анкаш. Вони живуть в пустелях.